# Station Yoyogi
Station Yoyogi (代々木駅, Yoyogi-eki) is een treinstation in Shibuya (Tokio) Japan. Het station bevindt zich enkele honderden meters ten zuiden van het Station Shinjuku. Het station draagt het nummer E-26 (Toei Metro).

## Geschiedenis
Het station werd op 23 september 1906 geopend door een private spoorwegonderneming als een station op de Chuo-hoofdlijn. Het werd echter een week later genationaliseerd toen de Japanse Nationale Spoorwegen de onderneming overnam. In 2000 werd de Ōedo-lijn van de Toei Metro aangesloten op het station.
Shinagawa · Ōsaki · Gotanda · Meguro · Ebisu · Shibuya · Harajuku · Yoyogi · Shinjuku · Shin-Ōkubo · Takadanobaba · Mejiro · Ikebukuro · Ōtsuka · Sugamo · Komagome · Tabata · Nishi-Nippori · Nippori · Uguisudani · Ueno · Okachimachi · Akihabara · Kanda · Tokio · Yūrakuchō · Shinbashi · Hamamatsuchō · Tamachi · Shinagawa